# Exoprosopa fascipennis
Exoprosopa fascipennis är en tvåvingeart som först beskrevs av Thomas Say 1824.  Exoprosopa fascipennis ingår i släktet Exoprosopa och familjen svävflugor. Inga underarter finns listade i Catalogue of Life.